# جويل كاسامايور
جويل كاسامايور (بالإسبانية: Joel Casamayor)‏ مواليد 12 يوليو 1971 في كوبا، هو ملاكم كوبي يصنف ضمن فئة وزن خفيف الوسط. حقق بطولة رابطة الملاكمة العالمية وبطولة المجلس العالمي للملاكمة. شارك في دورة الألعاب الأولمبية الصيفية.

## إحصائيات
خاض خلال مسيرته 45 نزالا، فاز في 38 وتعادل في 1 وخسر في 6. فاز بالضربة القاضية في 22 نزالا.

## الميداليات
| الميدالية | المسابقة                       |
| --------- | ------------------------------ |
| ذهبية     | الألعاب الأولمبية الصيفية 1992 |

## وصلات خارجية
- جويل كاسامايور على موقع بوكس ريك (الإنجليزية) (registration required)
- جويل كاسامايور على موقع اللجنة الأولمبية الدولية (الإنجليزية)
- جويل كاسامايور على موقع أوليمبيديا (الإنجليزية)

- الموقع الرسمي